# 大陵七
英仙座16，又名BD+37 646，HD 17584、SAO 55928、HR 840，是英仙座的一颗恒星，视星等为4.23，位于銀經147.25，銀緯-18.86，其B1900.0坐标为赤經2h 44m 16s，赤緯+37° -18.86′ 25″。